# Abuta racemosa
Abuta racemosa är en tvåhjärtbladig växtart som först beskrevs av Carl Peter Thunberg, och fick sitt nu gällande namn av Tr. och Pl.. Abuta racemosa ingår i släktet Abuta och familjen Menispermaceae. Inga underarter finns listade i Catalogue of Life.